# Ignacio Amestoy
José Ignacio Amestoy Egiguren [en ocasiones escrito el segundo apellido como «Eguiguren»] (Bilbao, 11 de abril de 1947) es un periodista, dramaturgo, gestor y profesor español.

## Biografía
Es Licenciado en Ciencias de la Información por la Universidad de Navarra y fue formado en el Teatro Estudio de Madrid (TEM) con Miguel Narros, Maruja López y William Layton. Ha trabajado como periodista llegando a ser redactor jefe de El Pensamiento Navarro, La actualidad española y Diario 16, donde además fue director adjunto. También ha sido ayudante de dirección en programas teatrales para Televisión Española. Profesor de Literatura dramática en la Real Escuela Superior de Arte Dramático, ha sido director de la misma, del Teatro Español, del Centro Cultural de la Villa de Madrid y del Festival de Otoño de la Comunidad de Madrid. . También ha sido secretario del Círculo de Bellas Artes. Fue profesor de la Universidad Internacional de La Rioja.
Es hermano del periodista y publicista Alfredo Amestoy, está casado con la escultora Esperanza D'Ors y es padre de la actriz y directora teatral Ainhoa Amestoy

## Obras
Como autor, se le ha considerado adscrito a la primera generación que pudo publicar sus obras en España sin censura, la llamada Generación de la Transición, si bien resulta un instrumento más destinado a fijar la época del autor que al examen de su obra. Sobre esta, se estima en Ignacio Amestoy un profundo conocimiento del teatro clásico español y una gran erudición, que le han permitido tratar el teatro contemporáneo con gran precisión y conocimiento, volviendo a temas clásicos o de autores consagrados más próximos —como Antonio Buero Vallejo— con una mirada tan nueva y actual, como rigurosa. La mujer, el País Vasco y el propio período de la Transición democrática son algunos de los espacios, al tiempo que interrogantes, sobre los que tratan sus obras.
Con más de una veintena de obras dramáticas, destacan Mañana aquí, a la misma hora que fue la primera (1979) y con la que recibió el Premio Aguilar de Teatro (1980) en su sexta edición, compartido con José Luis Alonso de Santos con la obra El combate de don Carnal y doña Cuaresma; al año siguiente recibió el Premio Lope de Vega por su obra Ederra, con la misma que ganó el Premio Espinosa Cortina de la Real Academia Española a la mejor obra del período 1982-1987. En 1986 fue galardonado por dos veces: en el Festival de Teatro de Sitges con el Premio Especial 'Cau Ferrat' y el Premio Ercilla por Doña Elvira, imagínate Euskadi. Repitió en 2001 el Premio Lope de Vega con Chocolate para desayunar y obtuvo el Premio Nacional de Literatura Dramática de 2002 con Cierra bien la puerta, primera parte de la trilogía que completan la premiada también Chocolate para desayunar y El demonio de los ángeles.